# Stanisław Dzikowski
Stanisław Dzikowski (ur. 21 lutego 1884 we Lwowie, zm. 11 stycznia 1951 w Milanówku) – polski dziennikarz i powieściopisarz.

## Życiorys
Urodził się w rodzinie Mieczysława i Emilii z Schoenów. Wykształcenie gimnazjalne zakończone maturą uzyskał we Lwowie. Studiował w Zurychu, Monachium i Lwowie. Od 1905 pracował w redakcji dziennika „Wiek Nowy” we Lwowie. Od 1908 współpracował m.in. z „Kurierem Warszawskim”, „Tygodnikiem Illustrowanym”, „Słowem”. W 1909 zamieszkał w Warszawie, gdzie współpracował stale z tygodnikiem „Świat”, aż do 1925.
W latach 1914–1918 służył w II Brygadzie Legionów Polskich. W 1920 założył Warszawską Agencję Fotograficzną. Od 1924 pracował w redakcji „Expressu Porannego” w Warszawie.
Po wojnie był zastępcą kierownika działu literackiego w „Gazecie Ludowej”, która to współpraca zakończyła się wskutek likwidacji pisma przez władze po ucieczce wicepremiera Mikołajczyka z Polski. W tym okresie dał się poznać z ostrego pióra, krytykującego postawy ówczesnych twórców wychwalających nowy ład w Polsce. Po utracie posady borykał się z coraz większymi problemami finansowymi, spowodowanymi izolacją, na jaką skazały go ówczesne władze PRL.
Zmarł nagle na zawał serca 11 stycznia 1951 w Milanówku.

## Dorobek literacki
- 1905 – artykuł Pamięci Cypriana Norwida, lwowski „Tydzień”
- 1919 – redaktor naczelny czasopisma „Rewia”
- do 1932 – współpraca z tygodnikiem „Świat”
- 1933–1939 – współpraca z PR (felietony i recenzje literackie)
- w czasie powstania warszawskiego – współpraca z czasopismami „Rzeczpospolita Polska” i „Dzień Warszawy”
- 1945–1947 – zastępca kierownika działu literackiego w „Gazecie Ludowej”
- 1946 – recenzje w „Tygodniku Warszawskim”
- 1949–1950 – współpraca z działem literackim „Rzeczpospolitej”

Był też redaktorem czasopism: „Wieś ilustrowana”, „Życie Polskie”. Współtworzył „Powrót taty: ulotne pismo satyryczne”, Warszawa, w lutym 1917. Był także autorem baśni: Diabli-tanecznicy, Diabelska gra, Anioł i ksiądz, Leniwa dziewczyna, Trzy rady i wydał powieść Gracz (1919). Napisał też Rok wojny w Warszawie (1915) oraz dzieło o Kresach Egzotyczna Polska. Z Myśliwskiej włóczęgi (Warszawa 1931).

## Ordery i odznaczenia
- Krzyż Niepodległości (29 grudnia 1933)[3]